# Dinko Horkaš
Dinko Horkaš (Sisak, 10 marzo 1999) è un calciatore croato, portiere del Las Palmas.

## Carriera

### Club
Cresciuto nel settore giovanile della Dinamo Zagabria, dal 2016 al 2020 fa parte della rosa della squadra riserve, con la quale totalizza 68 presenze nella seconda divisione croata. Nel gennaio 2020 viene ceduto in prestito ai bosniaci dello Zrinjski Mostar, militanti nella massima serie locale, in cui gioca otto partite. Nel mese di ottobre ritorna in patria, quando viene mandato in prestito al Varaždin, in massima serie. Rientrato alla base, nel gennaio 2022 viene nuovamente girato in prestito, questa volta al Posušje, altro club della massima serie bosniaca.
Il 5 luglio successivo viene acquistato a titolo definitivo dai bulgari della Lokomotiv Plovdiv.

### Nazionale
Ha rappresentato le nazionali giovanili croate.

## Statistiche

### Presenze e reti nei club
Statistiche aggiornate all'11 ottobre 2022.
| Stagione                  | Squadra                   | Campionato                | Campionato | Campionato | Coppe nazionali | Coppe nazionali | Coppe nazionali | Coppe continentali | Coppe continentali | Coppe continentali | Altre coppe | Altre coppe | Altre coppe | Totale | Totale |
| Stagione                  | Squadra                   | Comp                      | Pres       | Reti       | Comp            | Pres            | Reti            | Comp               | Pres               | Reti               | Comp        | Pres        | Reti        | Pres   | Reti   |
| ------------------------- | ------------------------- | ------------------------- | ---------- | ---------- | --------------- | --------------- | --------------- | ------------------ | ------------------ | ------------------ | ----------- | ----------- | ----------- | ------ | ------ |
| 2016-2017                 | Dinamo Zagabria II        | 2.HNL                     | 13         | -12        |                 | -               | -               |                    | -                  | -                  |             | -           | -           | 13     | -12    |
| 2017-2018                 | Dinamo Zagabria II        | 2.HNL                     | 31         | -23        |                 | -               | -               |                    | -                  | -                  |             | -           | -           | 31     | -23    |
| 2018-2019                 | Dinamo Zagabria II        | 2.HNL                     | 13         | -12        |                 | -               | -               |                    | -                  | -                  |             | -           | -           | 13     | -12    |
| 2019-gen. 2020            | Dinamo Zagabria II        | 2.HNL                     | 11         | -10        |                 | -               | -               |                    | -                  | -                  |             | -           | -           | 11     | -10    |
| Totale Dinamo Zagabria II | Totale Dinamo Zagabria II | Totale Dinamo Zagabria II | 68         | -57        |                 | -               | -               |                    | -                  | -                  |             | -           | -           | 68     | -57    |
| gen.-giu. 2020            | Zrinjski Mostar           | PL                        | 3          | -1         | CB              | 0               | 0               | UEL                | -                  | -                  |             | -           | -           | 3      | -1     |
| ago.-set. 2020            | Zrinjski Mostar           | PL                        | 5          | -3         | CB              | 1               | -1              | UEL                | -                  | -                  |             | -           | -           | 6      | -4     |
| Totale Zrinjski Mostar    | Totale Zrinjski Mostar    | Totale Zrinjski Mostar    | 8          | -4         |                 | 1               | -1              |                    | -                  | -                  |             | -           | -           | 9      | -5     |
| 2020-2021                 | Varaždin                  | 1.HNL                     | 22         | -33        | CC              | 0               | 0               |                    | -                  | -                  |             | -           | -           | 22     | -33    |
| gen.-giu. 2022            | Posušje                   | PL                        | 13         | -16        | CB              | -               | -               |                    | -                  | -                  |             | -           | -           | 13     | -16    |
| 2022-2023                 | Lokomotiv Plovdiv         | 1L                        | 7          | -5         | CB              | 0               | 0               |                    | -                  | -                  |             | -           | -           | 7      | -5     |
| Totale carriera           | Totale carriera           | Totale carriera           | 118        | -115       |                 | 1               | -1              |                    | -                  | -                  |             | -           | -           | 119    | -116   |